# Liste der Baudenkmäler in Fürth/V
Diese Liste ist eine Teilliste der Liste der Baudenkmäler in Fürth. Grundlage der Liste ist die Bayerische Denkmalliste, die auf Basis des bayerischen Denkmalschutzgesetzes vom 1. Oktober 1973 erstmals erstellt wurde und seither durch das Bayerische Landesamt für Denkmalpflege geführt und aktualisiert wird. Die folgenden Angaben ersetzen nicht die rechtsverbindliche Auskunft der Denkmalschutzbehörde.
Dieser Teil der Liste beschreibt die denkmalgeschützten Objekte in folgenden Fürther Straßen:
- Vacher Straße
- Venusweg

## Vacher Straße
| Lage                        | Objekt                  | Beschreibung | Akten-Nr.                | Bild                    |
| --------------------------- | ----------------------- | --- | ------------------------ | ----------------------- |
| Vacher Straße 2 (Standort)  | Mietshaus               | Viergeschossiger, traufseitiger Satteldachbau mit Sandsteinfassade und Erker mit gebauchter, barockisierender Gitterbalkonbrüstung, im Neu-Nürnberger-Stil, von Peringer und Rogler, 1904/05; bauliche Gruppe mit Vacher Straße 4-14 (gerade Nummern) und Billinganlage 14 / 16. | D-5-63-000-1416 Wikidata | Mietshaus               |
| Vacher Straße 4 (Standort)  | Mietshaus               | Dreigeschossiger, traufseitiger Satteldachbau mit Sandsteinfassade mit zwei Polygonalerkern, im Neu-Nürnberger-Stil, wohl von Hans Horneber, 1900/01; bauliche Gruppe mit Vacher Straße 2 / 6-14 (gerade Nummern) und Billinganlage 14 / 16. | D-5-63-000-1672 Wikidata | weitere Bilder          |
| Vacher Straße 6 (Standort)  | Mietshaus               | Dreigeschossiger, traufseitiger Satteldachbau mit Sandsteinfassade mit zwei Polygonalerkern, im Neu-Nürnberger-Stil, wohl von Hans Horneber, 1901/02; bauliche Gruppe mit Vacher Straße 2-4 / 8-14 (gerade Nummern) und Billinganlage 14 / 16. | D-5-63-000-1826 Wikidata | Mietshaus               |
| Vacher Straße 8 (Standort)  | Mietshaus               | Viergeschossiger, traufseitiger Satteldachbau mit Sandsteinfassade und mittigem Erker und Zwerchgiebel, im Neu-Nürnberger-Stil, von Max Ebert, 1902/03 Rückgebäude, dreigeschossiger, teils verputzter Sandsteinbau mit Pultdach, gleichzeitig Rückgebäude, erdgeschossiger Putzbau mit Pultdach, gleichzeitig; bauliche Gruppe mit Vacher Straße 2-6 / 10-14 (gerade Nummern) und Billinganlage 14 / 16. | D-5-63-000-1673 Wikidata | Mietshaus               |
| Vacher Straße 10 (Standort) | Mietshaus               | Viergeschossiger, traufseitiger Satteldachbau mit Sandsteinfassade und mittigem Erker und Zwerchgiebel, im Neu-Nürnberger-Stil, von Karl Mayer, 1902/03 Rückgebäude, dreigeschossiger Sandstein- und Backsteinbau mit Pultdach, gleichzeitig Schuppen, erdgeschossiger Backsteinbau mit Pultdach, gleichzeitig; bauliche Gruppe mit Vacher Straße 2-8 (gerade Nummern)/12/14 und Billinganlage 14/16      | D-5-63-000-1827 Wikidata | Mietshaus               |
| Vacher Straße 12 (Standort) | Mietshaus               | Viergeschossiger, traufseitiger Satteldachbau mit Sandsteinfassade und mittigem Erker und Zwerchgiebel, im Neu-Nürnberger-Stil, von Max Ebert, 1902/03; bauliche Gruppe mit Vacher Straße 2-10 (gerade Nummern)/14 und Billinganlage 14/16 | D-5-63-000-1828 Wikidata | Mietshaus               |
| Vacher Straße 13 (Standort) | Villa                   | Zweigeschossiger Backsteinbau mit Walmdach, reicher Sandsteingliederung, Sandsteinerker am erhöhten Mittelrisalit, und seitlichem Risalit mit Eingangsloggia und Balkonbrüstung, historisierend, von Adam Egerer, bezeichnet „1900“ Einfriedung, Sandsteinpfeiler und Pfeilgitterzaun auf Sandsteinquadermauer, gleichzeitig                                                                              | D-5-63-000-1417 Wikidata | weitere Bilder          |
| Vacher Straße 14 (Standort) | Mietshaus               | Viergeschossiger, traufseitiger Satteldachbau mit Sandsteinfassade mit zwei Erkern und mittigem Zwerchgiebel, im Neu-Nürnberger-Stil, von Bräutigam und Wiessner, bezeichnet „1903“ Rückgebäude, dreigeschossiger Sichtziegelbau mit Pultdach, gleichzeitig; bauliche Gruppe mit Vacher Straße 2-12 (gerade Nummern) und Billinganlage 14/16                                                              | D-5-63-000-1418 Wikidata | Mietshaus               |
| Vacher Straße 15 (Standort) | Gaststätte Zum Schlößla | Freistehender, zweigeschossiger Sandsteinquaderbau mit Mansardwalmdach und hoher Freitreppe, Neubarock, von Melchior Horneber, 1871/72 in der originalen Form des mittleren 18. Jahrhunderts neu errichtet Einfriedung, Sandsteinpfeiler und Pfeilgitterzaun auf Bruchsteinmauer, zweite Hälfte 19. Jahrhundert                                                                                           | D-5-63-000-1419 Wikidata | Gaststätte Zum Schlößla |
| Vacher Straße 66 (Standort) | Wohnhaus                | Freistehender, erdgeschossiger und hangseitig zweigeschossiger Sandsteinquaderbau mit Mansardwalmdach, um 1750, Umbauten 1911 und 1938/39 | D-5-63-000-1420 Wikidata | BW                      |
| Vacher Straße 81 (Standort) | Wohnhaus                | Freistehender, zweigeschossiger Sandsteinquaderbau mit Mansardwalmdach, von Johann Loehr und Johann Kiesel, 1857, Aufstockung von Johann Teufel, 1902 | D-5-63-000-1421 Wikidata | BW                      |

## Venusweg
| Lage                                                                            | Objekt                                                                                       | Beschreibung | Akten-Nr.                        | Bild |
| ------------------------------------------------------------------------------- | -------------------------------------------------------------------------------------------- | --- | -------------------------------- | ---- |
| Venusweg 1 / 1a / 7 / 11 / 13; Sonnenstraße 61-69 (ungerade Nummern) (Standort) | Ehemalige Kasernengebäude (Gebäude Nr. 82A und 83) der Trainkaserne und des Artilleriedepots | Dreiflügelige, ein- bis zweigeschossige Backsteinbauten mit rustizierten Sandsteinlisenen, Eckbauten mit Halbwalmdach, Mittelbau mit Satteldach, historisierend, um 1908/10, Umbau 2006/07 Siehe auch Jupiterweg. | D-5-63-000-99 zugehörig Wikidata | BW   |
| Venusweg 4 (Standort)                                                           | Ehemaliges Dienstgebäude (Gebäude Nr. 81) der Trainkaserne und des Artilleriedepots          | Dreigeschossiger, polychrom gestalteter Backsteinbau mit Walmdach, Risaliten und Sandsteingliederung, 1901, Umbau 2003 Siehe auch Jupiterweg                                                                      | D-5-63-000-99 zugehörig Wikidata | BW   |